# Helicacma
Helicacma là một chi bướm đêm thuộc họ Cosmopterigidae.